# Chalautre-la-Petite
Chalautre-la-Petite () est une commune française située dans le département de Seine-et-Marne en région Île-de-France.

## Géographie

### Localisation
La commune est située à 4,5 km au sud de Provins et à 3 km à l'ouest de Sourdun.

### Communes limitrophes
| Poigny         | Provins             |         |
| Sainte-Colombe | Chalautre-la-Petite | Sourdun |
|                | Soisy-Bouy          |         |

### Géologie et relief
L'altitude de la commune varie de 71 mètres à 161 mètres pour le point le plus haut, le centre du bourg se situant à environ 108 mètres d'altitude (mairie). Elle est classée en zone de sismicité 1, correspondant à une sismicité très faible.

### Hydrographie

#### Réseau hydrographique

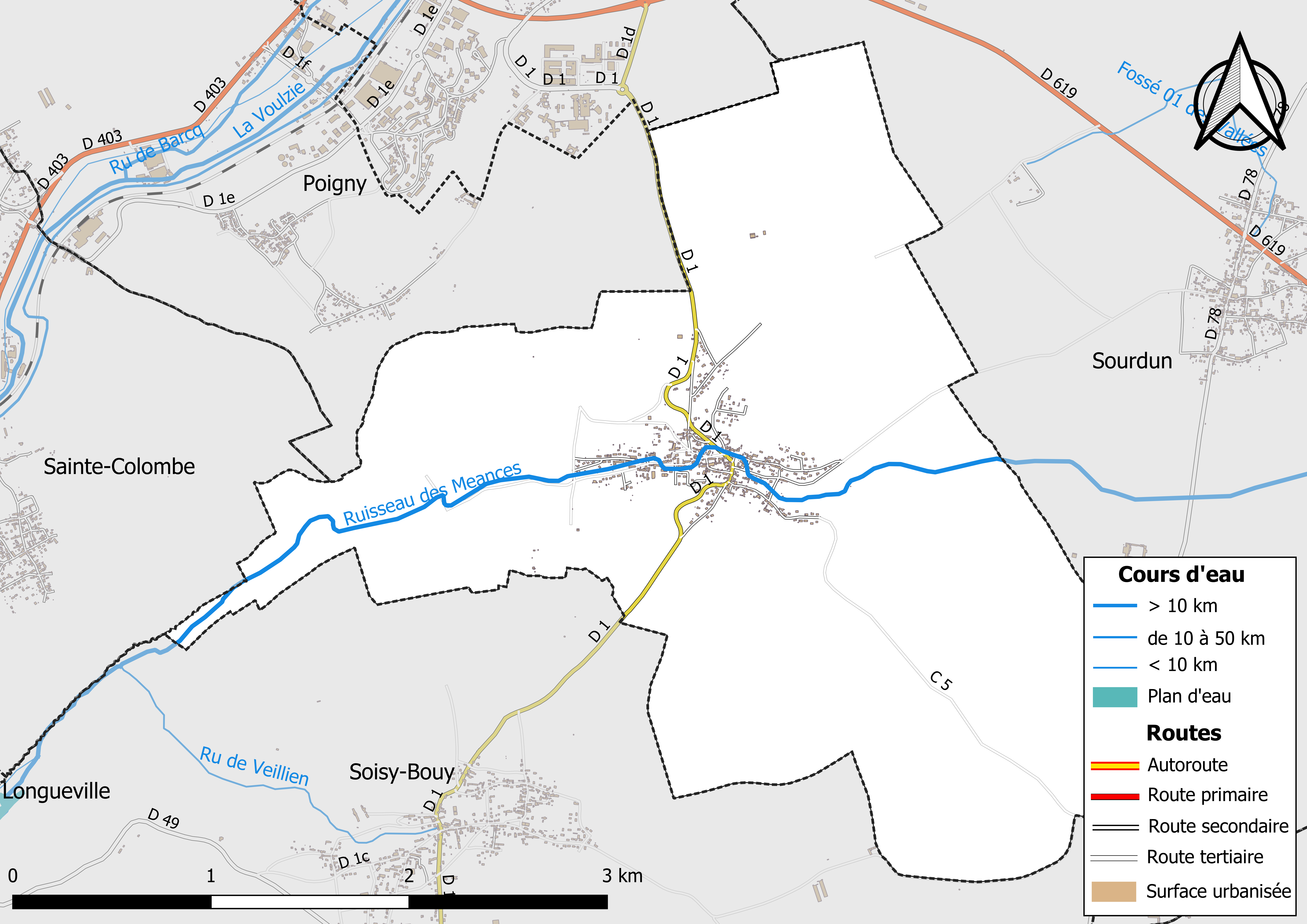
Carte des réseaux hydrographique et routier de Chalautre-la-Petite.

Le réseau hydrographique de la commune se compose de deux cours d'eau référencés :
- le ruisseau des Méances, long de 27,14 km[4], affluent de la Seine en rive droite ;
  - le ru de Veillien, long de 2,06 km[5], qui conflue avec le ruisseau des Méances.

La longueur totale des cours d'eau sur la commune est de 5,56 km.

#### Gestion des cours d'eau
Afin d’atteindre le bon état des eaux imposé par la Directive-cadre sur l'eau du 23 octobre 2000, plusieurs outils de gestion intégrée s’articulent à différentes échelles : le SDAGE, à l’échelle du bassin hydrographique, et le SAGE, à l’échelle locale. Ce dernier fixe les objectifs généraux d’utilisation, de mise en valeur et de protection quantitative et qualitative des ressources en eau superficielle et souterraine. Le département de Seine-et-Marne est couvert par six SAGE, au sein du bassin Seine-Normandie.
La commune fait partie du SAGE « Bassée Voulzie », en cours d'élaboration en décembre 2020. Le territoire de ce SAGE concerne 144 communes dont 73 en Seine-et-Marne, 50 dans l'Aube, 15 dans la Marne et 6 dans l'Yonne, pour une superficie de 1 710 km2,. Le pilotage et l’animation du SAGE sont assurés par Syndicat Mixte Ouvert de l’eau potable, de l’assainissement collectif, de l’assainissement non collectif, des milieux aquatiques et de la démoustication (SDDEA), qualifié de « structure porteuse ».

### Climat
Pour des articles plus généraux, voir Climat de l'Île-de-France et Climat de Seine-et-Marne.
En 2010, le climat de la commune est de type climat océanique dégradé des plaines du Centre et du Nord, selon une étude du CNRS s'appuyant sur une série de données couvrant la période 1971-2000. En 2020, Météo-France publie une typologie des climats de la France métropolitaine dans laquelle la commune est exposée à un climat océanique altéré et est dans la région climatique Nord-est du bassin Parisien, caractérisée par un ensoleillement médiocre, une pluviométrie moyenne régulièrement répartie au cours de l’année et un hiver froid (3 °C).
Pour la période 1971-2000, la température annuelle moyenne est de 10,6 °C, avec une amplitude thermique annuelle de 15,6 °C. Le cumul annuel moyen de précipitations est de 750 mm, avec 11,5 jours de précipitations en janvier et 7,9 jours en juillet. Pour la période 1991-2020, la température moyenne annuelle observée sur la station météorologique la plus proche, située sur la commune de Voulton à 10 km à vol d'oiseau, est de 11,3 °C et le cumul annuel moyen de précipitations est de 740,8 mm,. Pour l'avenir, les paramètres climatiques de la commune estimés pour 2050 selon différents scénarios d'émission de gaz à effet de serre sont consultables sur un site dédié publié par Météo-France en novembre 2022.

### Milieux naturels et biodiversité
Aucun espace naturel présentant un intérêt patrimonial n'est recensé sur la commune dans l'inventaire national du patrimoine naturel,,.

## Urbanisme

### Typologie
Au 1er janvier 2024, Chalautre-la-Petite est catégorisée ceinture urbaine, selon la nouvelle grille communale de densité à sept niveaux définie par l'Insee en 2022.
Elle est située hors unité urbaine. Par ailleurs la commune fait partie de l'aire d'attraction de Paris, dont elle est une commune de la couronne,. Cette aire regroupe 1 929 communes,.

### Lieux-dits et écarts
La commune compte 85 lieux-dits administratifs répertoriés consultables ici (source : le fichier Fantoir).

### Occupation des sols
L'occupation des sols de la commune, telle qu'elle ressort de la base de données européenne d’occupation biophysique des sols Corine Land Cover (CLC), est marquée par l'importance des territoires agricoles (76,5 % en 2018), une proportion sensiblement équivalente à celle de 1990 (77 %). La répartition détaillée en 2018 est la suivante : 
terres arables (62,8% ), forêts (15,9% ), zones agricoles hétérogènes (13,8% ), zones urbanisées (7,6 %).
Parallèlement, L'Institut Paris Région, agence d'urbanisme de la région Île-de-France, a mis en place un inventaire numérique de l'occupation du sol de l'Île-de-France, dénommé le MOS (Mode d'occupation du sol), actualisé régulièrement depuis sa première édition en 1982. Réalisé à partir de photos aériennes, le Mos distingue les espaces naturels, agricoles et forestiers mais aussi les espaces urbains (habitat, infrastructures, équipements, activités économiques, etc.) selon une classification pouvant aller jusqu'à 81 postes, différente de celle de Corine Land Cover,,. L'Institut met également à disposition des outils permettant de visualiser par photo aérienne l'évolution de l'occupation des sols de la commune entre 1949 et 2018.

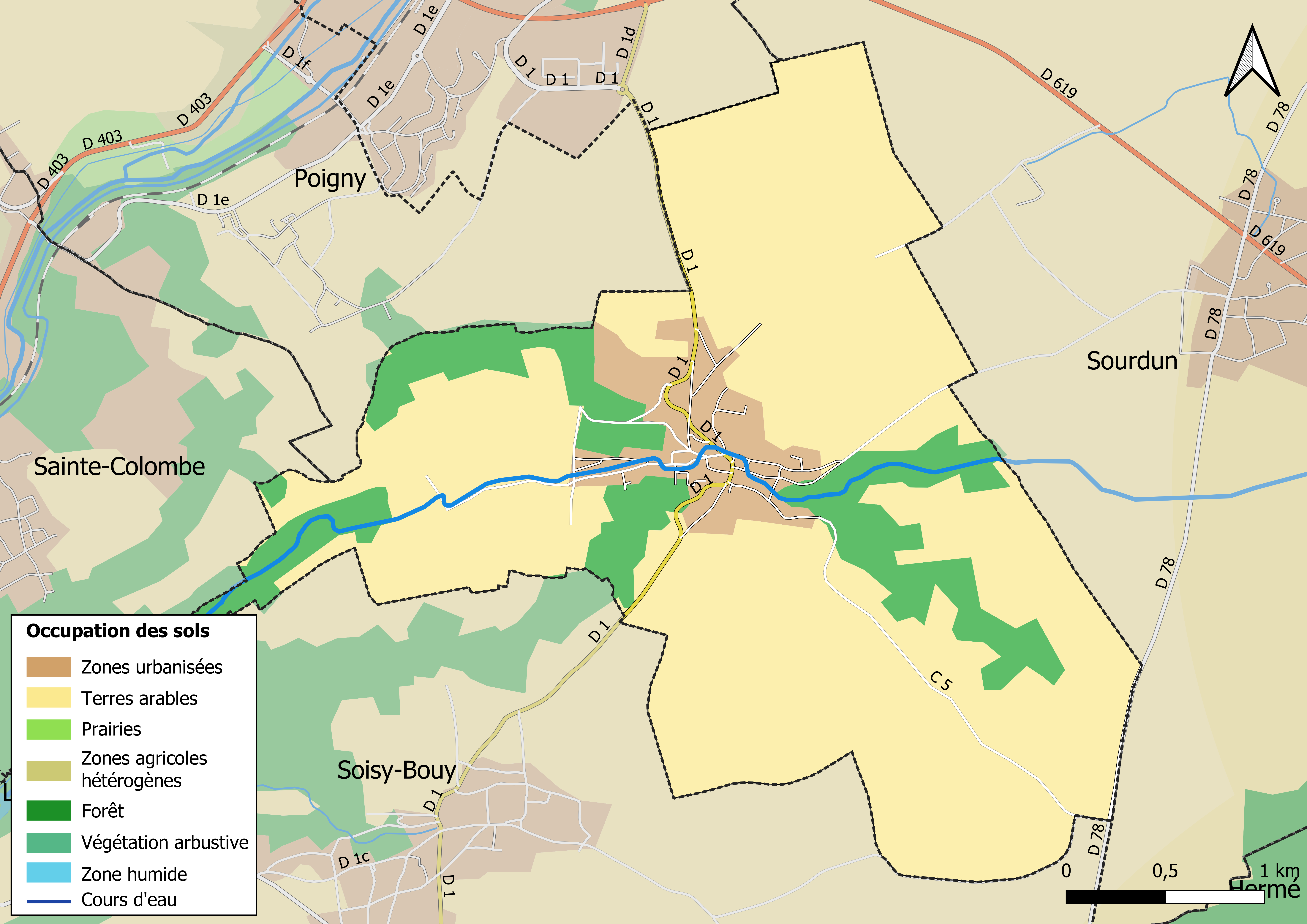
Carte des infrastructures et de l'occupation des sols en 2018 (CLC) de la commune.
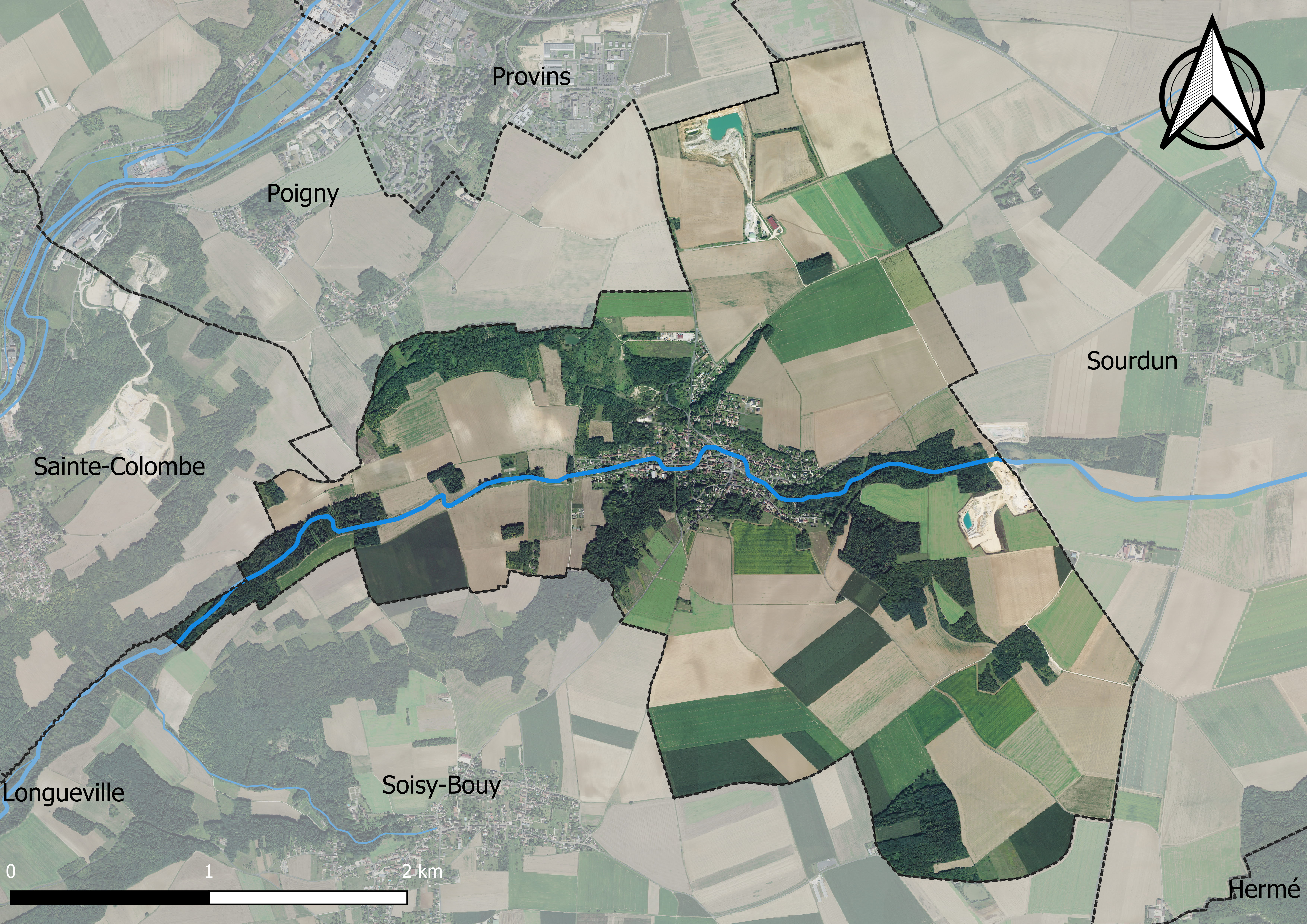
Carte orhophotogrammétrique de la commune.

### Planification
La loi SRU du 13 décembre 2000 a incité les communes à se regrouper au sein d’un établissement public, pour déterminer les partis d’aménagement de l’espace au sein d’un SCoT, un document d’orientation stratégique des politiques publiques à une grande échelle et à un horizon de 20 ans et s'imposant aux documents d'urbanisme locaux, les PLU (Plan local d'urbanisme). La commune est dans le territoire du SCOT Grand Provinois, dont le projet a été arrêté le 29 janvier 2020, porté par le syndicat mixte d’études et de programmation (SMEP) du Grand Provinois, qui regroupe les Communautés de Communes du Provinois et de Bassée-Montois, soit 82 communes.
La commune disposait en 2019 d'un plan local d'urbanisme approuvé. Le zonage réglementaire et le règlement associé peuvent être consultés sur le géoportail de l'urbanisme.

### Logement
En 2018, le nombre total de logements dans la commune était de 268 dont 98,5 % de maisons (maisons de ville, corps de ferme, pavillons, etc.) et 1,5 % d'appartements.
Parmi ces logements, 87,3 % étaient des résidences principales, 6,3 % des résidences secondaires et 6,3 % des logements vacants.
La part des ménages fiscaux propriétaires de leur résidence principale s'élevait à 89,4 % contre 8,4 % de locataires et 2,2 % logés gratuitement.

### Voies de communication et transports

#### Transports
La commune est desservie par la ligne régulière d’autocars du réseau de bus Provinois - Brie et Seine No 3211 (Nogent-sur-Seine - Provins).

## Toponymie
Le nom de la localité est mentionné sous les formes Villa que nuncupatur Celastre vers 1140 ; Calestra Parva en 1198 ; Chalorse vers 1222 ; Chalestria Parva vers 1240 ; Calestria Parva et Chaletre la Petite en 1276 ; Chalaute en 1284 ; Calistra Parva au XIIIe siècle ; Chalete la Petite vers 1350 ; Challote la Petite en 1490 ; Chalostre la Petite en 1528,.
Le nom Chalautre-la-Petite provient du mot latin calix, signifiant « calice », par allusion à la topographie du site du village. « La Petite » évoque l’étendue du territoire et l’importance du village durant le Moyen Âge.

## Histoire

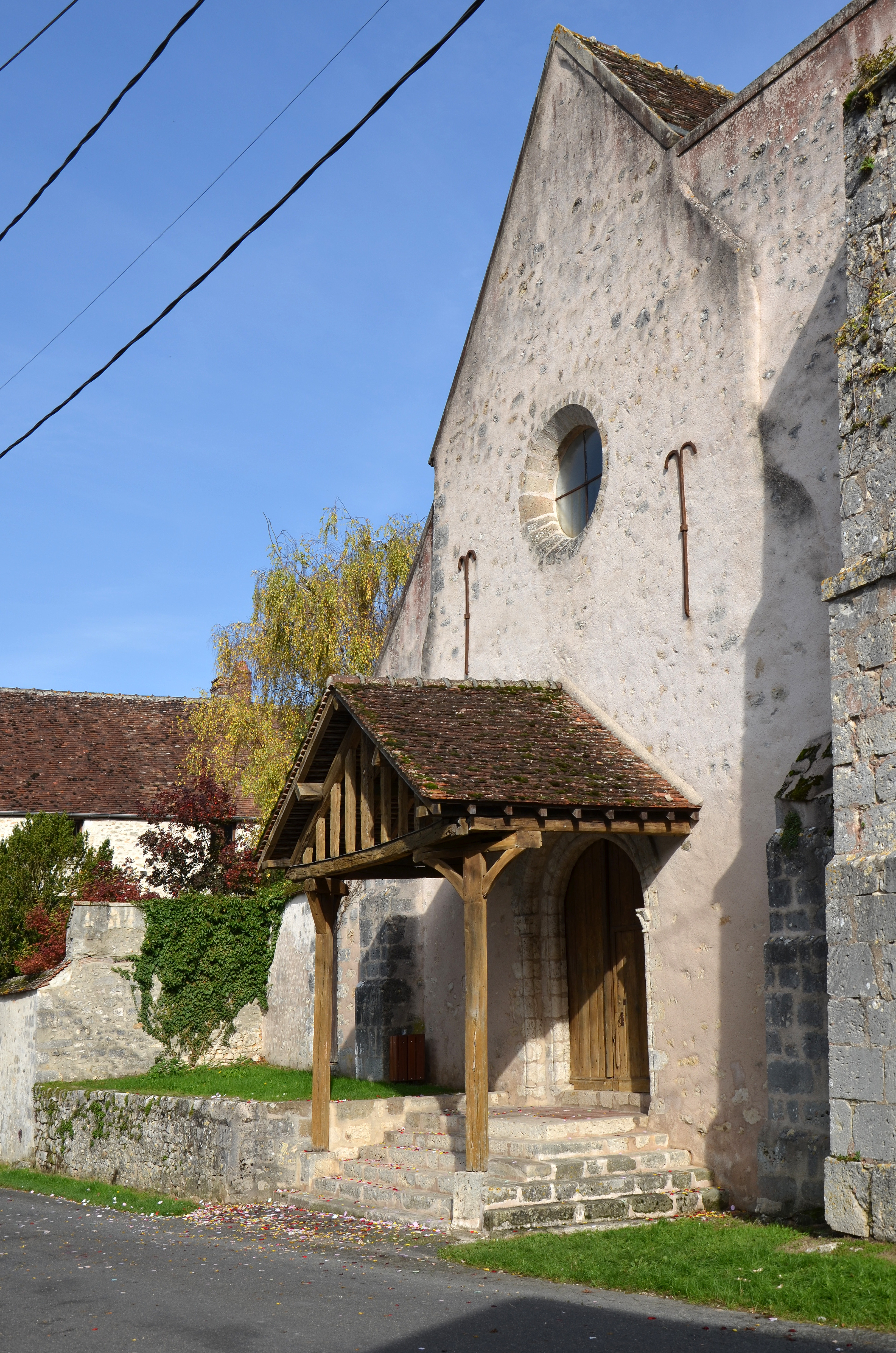
Église de Chalautre.

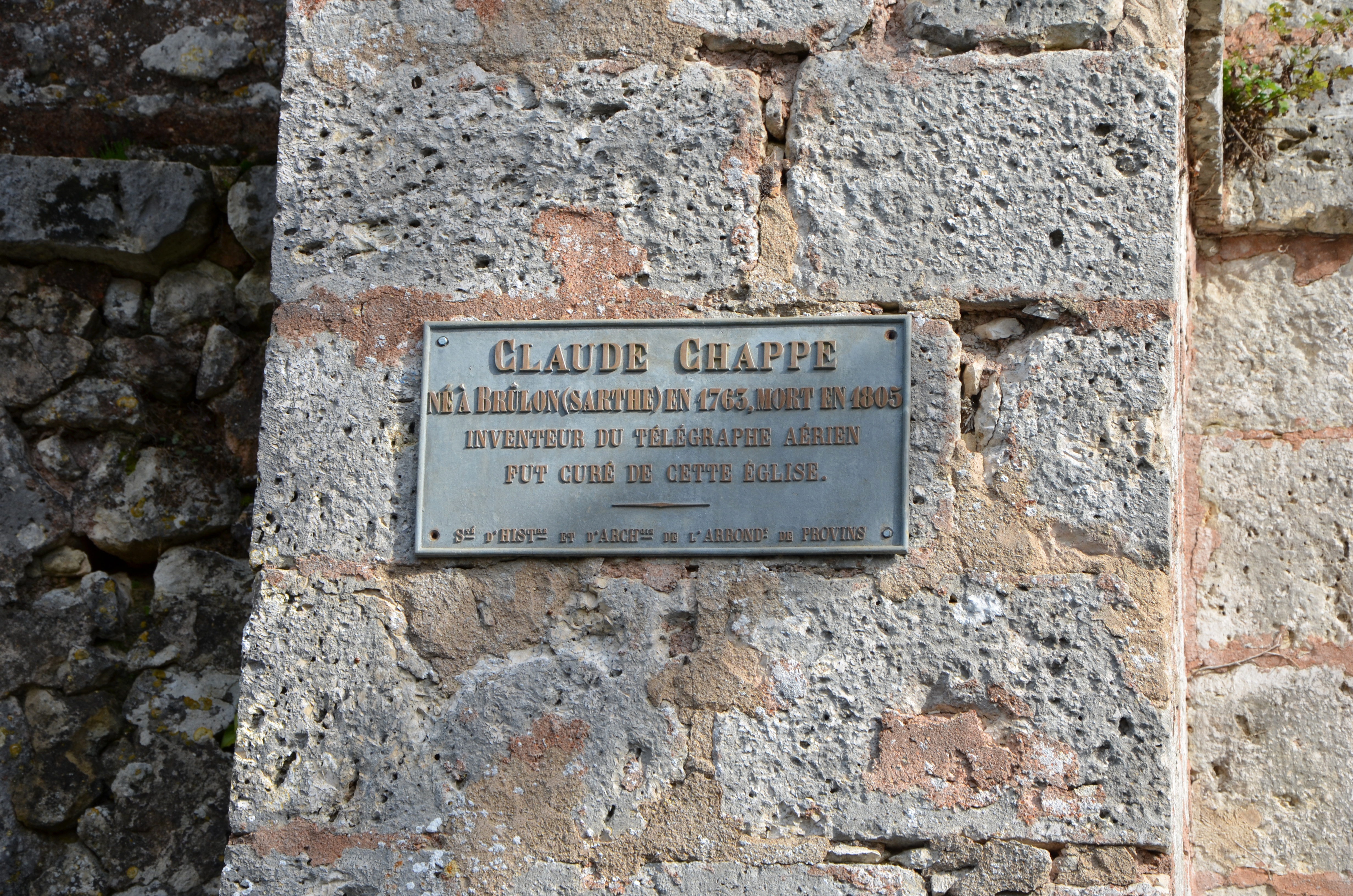
Plaque apposée sur l'église rappelant que Claude Chappe, inventeur du télégraphe aérien, fut curé de la paroisse.

### Préhistoire
Occupation dès le néolithique (haches polies exhumées au XIXe siècle).

### Ancien Régime
Mentionné pour la première fois sous le nom de Celastre en 1140.

### Révolution française et Empire
En 1793, l'ancien curé de la paroisse, Claude Chappe (1763-1805), invente un système de télégraphie aérienne, qui permet la transmission de messages au moyen de signaux obtenus à l'aide de bras articulés établis sur des séries de tours.

## Politique et administration

### Liste des maires
| Période                                  | Période       | Identité             | Étiquette | Qualité      |
| ---------------------------------------- | ------------- | -------------------- | --------- | ------------ |
| Les données manquantes sont à compléter. |               |                      |           |              |
| mai 1888                                 | mai 1900      | Ernest Dantigny      |           | Géomètre     |
| mai 1900                                 | mai 1912      | Victor Bouché        |           | Cultivateur  |
| Mai 1912                                 | 1919          | Auguste Devinat      |           | Propriétaire |
| décembre 1919                            | 1932          | Évariste Berger      |           | Cultivateur  |
| 1932                                     | 1937          | Paul Labarre         |           |              |
| 1937                                     | Décembre 1947 | Lucien Ruffier       |           |              |
| décembre 1947                            | mai 1953      | Maurice Dautigny     |           |              |
| mai 1953                                 | mars 1959     | Théophile Noriot     |           |              |
| mars 1959                                | juin 1995     | Bernard Gailliard    |           | Commerçant   |
| juin 1995                                | mars 2020     | Jean-Pierre Nuyttens |           | agriculteur  |
| juin 2020                                | En cours      | Chantal Bellache     |           |              |

## Équipements et services

### Eau et assainissement
L’organisation de la distribution de l’eau potable, de la collecte et du traitement des eaux usées et pluviales relève des communes. La loi NOTRe de 2015 a accru le rôle des EPCI à fiscalité propre en leur transférant cette compétence. Ce transfert devait en principe être effectif au 1er janvier 2020, mais la loi Ferrand-Fesneau du 3 août 2018 a introduit la possibilité d’un report de ce transfert au 1er janvier 2026,.

#### Assainissement des eaux usées
En 2020, la commune de Chalautre-la-Petite gère le service d’assainissement collectif (collecte, transport et dépollution) en régie directe, c’est-à-dire avec ses propres personnels.
L’assainissement non collectif (ANC) désigne les installations individuelles de traitement des eaux domestiques qui ne sont pas desservies par un réseau public de collecte des eaux usées et qui doivent en conséquence traiter elles-mêmes leurs eaux usées avant de les rejeter dans le milieu naturel. La communauté de communes du Provinois assure pour le compte de la commune le service public d'assainissement non collectif (SPANC), qui a pour mission de vérifier la bonne exécution des travaux de réalisation et de réhabilitation, ainsi que le bon fonctionnement et l’entretien des installations,.

#### Eau potable
En 2020, l'alimentation en eau potable est assurée par le syndicat de l'Eau de l'Est seine-et-marnais (S2E77) qui gère le service en régie,,.

## Population et société

### Démographie
L'évolution du nombre d'habitants est connue à travers les recensements de la population effectués dans la commune depuis 1793. Pour les communes de moins de 10 000 habitants, une enquête de recensement portant sur toute la population est réalisée tous les cinq ans, les populations de référence des années intermédiaires étant quant à elles estimées par interpolation ou extrapolation. Pour la commune, le premier recensement exhaustif entrant dans le cadre du nouveau dispositif a été réalisé en 2007.

En 2022, la commune comptait 545 habitants, en évolution de −6,36 % par rapport à 2016 (Seine-et-Marne : +3,92 %, France hors Mayotte : +2,11 %).
| 1793 | 1800 | 1806 | 1821 | 1831 | 1836 | 1841 | 1846 | 1851 |
| ---- | ---- | ---- | ---- | ---- | ---- | ---- | ---- | ---- |
| 751  | 756  | 803  | 708  | 849  | 834  | 814  | 796  | 809  |

| 1856 | 1861 | 1866 | 1872 | 1876 | 1881 | 1886 | 1891 | 1896 |
| ---- | ---- | ---- | ---- | ---- | ---- | ---- | ---- | ---- |
| 824  | 786  | 761  | 689  | 670  | 629  | 648  | 651  | 593  |

| 1901 | 1906 | 1911 | 1921 | 1926 | 1931 | 1936 | 1946 | 1954 |
| ---- | ---- | ---- | ---- | ---- | ---- | ---- | ---- | ---- |
| 563  | 518  | 507  | 503  | 554  | 284  | 280  | 295  | 298  |

| 1962 | 1968 | 1975 | 1982 | 1990 | 1999 | 2006 | 2007 | 2012 |
| ---- | ---- | ---- | ---- | ---- | ---- | ---- | ---- | ---- |
| 261  | 259  | 379  | 466  | 544  | 568  | 551  | 548  | 594  |

| 2017 | 2022 | - | - | - | - | - | - | - |
| ---- | ---- | - | - | - | - | - | - | - |
| 572  | 545  | - | - | - | - | - | - | - |

## Économie

### Revenus de la population et fiscalité
En 2018, le nombre de ménages fiscaux de la commune était de 227, représentant 572 personnes et la  médiane du revenu disponible par unité de consommation  de 25 880 euros.

### Emploi
En 2018 , le nombre total d’emplois dans la zone était de 68, occupant 254 actifs  résidants.
Le taux d'activité de la population (actifs ayant un emploi) âgée de 15 à 64 ans s'élevait à 73,8 % contre un taux de chômage de 5,2 %.
Les 21 % d’inactifs se répartissent de la façon suivante : 8 % d’étudiants et stagiaires non rémunérés, 9,2 % de retraités ou préretraités et 3,8 % pour les autres inactifs.

### Secteurs d'activité

#### Entreprises et commerces
En 2019, le nombre d’unités légales et d’établissements (activités marchandes hors agriculture) par secteur d'activité était de 28 dont 1 dans l’industrie manufacturière, industries extractives et autres, 7 dans la construction, 5 dans le commerce de gros et de détail, transports, hébergement et restauration, 2 dans les activités financières et d'assurance, 1 dans les activités immobilières, 3 dans les activités spécialisées, scientifiques et techniques et activités de services administratifs et de soutien, 5 dans l’administration publique, enseignement, santé humaine et action sociale et 4  étaient relatifs aux autres activités de services.
Au 1er janvier 2021, la commune ne disposait pas d’hôtel et de terrain de camping.

#### Agriculture
Chalautre-la-Petite est dans la petite région agricole dénommée la « Brie champenoise » (ou Provinois), une partie de la Brie autour de Provins. En 2010, l'orientation technico-économique de l'agriculture sur la commune est la polyculture et le polyélevage.
Si la productivité agricole de la Seine-et-Marne se situe dans le peloton de tête des départements français, le département enregistre un double phénomène de disparition des terres cultivables (près de 2 000 ha par an dans les années 1980, moins dans les années 2000) et de réduction d'environ 30 % du nombre d'agriculteurs dans les années 2010. Cette tendance se retrouve au niveau de la commune où le nombre d’exploitations est passé de 6 en 1988 à 1 en 2010. Parallèlement, la taille de ces exploitations diminue, passant de 63 ha en 1988 à 7 ha en 2010.
Le tableau ci-dessous présente les principales caractéristiques des exploitations agricoles de Chalautre-la-Petite, observées sur une période de 22 ans : 
|                                      | 1988 | 2000 | 2010 |
| ------------------------------------ | ---- | ---- | ---- |
| Dimension économique,                |      |      |      |
| Nombre d’exploitations (u)           | 6    | 2    | 1    |
| Travail (UTA)                        | 8    | 3    | 1    |
| Surface agricole utilisée (ha)       | 376  | 219  | 7    |
| Cultures                             |      |      |      |
| Terres labourables (ha)              | 374  | s    | s    |
| Céréales (ha)                        | 255  | s    |      |
| dont blé tendre (ha)                 | 174  | s    |      |
| dont maïs-grain et maïs-semence (ha) | 73   |      |      |
| Tournesol (ha)                       | 35   | s    |      |
| Colza et navette (ha)                | 39   | s    |      |
| Élevage                              |      |      |      |
| Cheptel (UGBTA)                      | 14   | 16   | 0    |

## Culture locale et patrimoine

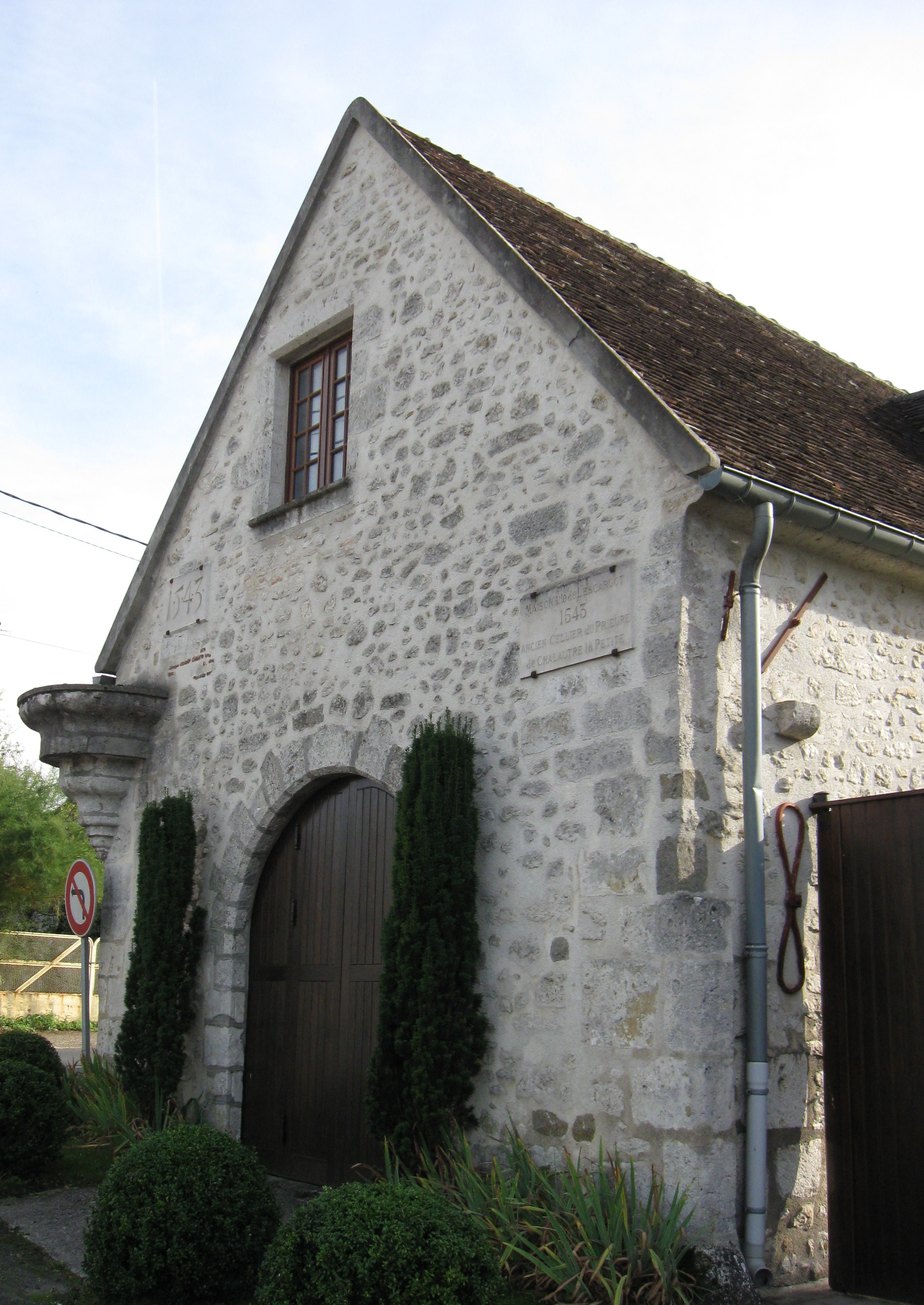
Cellier du prieuré-cure.

### Lieux et monuments
- Église placée sous le vocable de Saint Martin, XIIe et XIIIe siècles, qui contient plusieurs éléments classés au titre d'objet[60].
- Presbytère, rue Claude-Chappe.
- Maison de l'Escargot, ancienne demeure fortifiée avec échauguette, puis transformée en cellier du prieuré-cure de Chalautre au XVIe siècle.
- Monument commémorant la tragédie du 27 août 1944.

Le 27 août 1944, la troisième armée américaine commandée par le général Patton entre victorieusement dans Provins. Le même jour, un contingent de la Wehrmacht, stationné à Chalautre-la-Petite, prend vingt-quatre habitants du village en otages, en représailles de la capture de deux des leurs par une patrouille américaine. Les otages, emmenés hors du village sur la route de Sourdun, sont fusillés ; treize d'entre eux meurent.
La plaque apposée sur un monument commémoratif porte la phrase suivante : « Passant garde pieusement leur souvenir, ils ont été fusillés sans jugement en ce lieu par les Allemands en déroute le dimanche 27 aout 1944 à 21 h, jour de la libération de leur village ». Un odonyme (rue du 27-Août-1944) rappelle également cet événement.
- Vallée du ruisseau des Méances, lavoirs.
- Passage du sentier de grande randonnée GR 11.

### Personnalités liées à la commune
- Claude Chappe (1763-1805), inventeur du télégraphe, fut curé de la paroisse.

## Héraldique
| Blason de Chalautre-la-Petite | Blason  | Tiercé en pairle renversé: au 1er d'argent à la divise ondée d'azur et au sémaphore de Chappe de sable brochant, au 2e de gueules à la gerbe de blé d'or liée du même, au 3e d'azur à saint Matin à cheval d'argent accosté de deux fleurs de lis d'or. |
| Blason de Chalautre-la-Petite | Détails | Le statut officiel du blason reste à déterminer. |